# Provincia Sistan-Baluchestan
Provincia Sistan-Baluchestan este una din cele 30 de provincii ale Iranului. Este situatǎ în sud-estul țǎrii, la granița cu Pakistan și Afganistan, iar capitala sa este Zahedan.
Este cea mai mare provincie a Iranului, cu o suprafață de 181,785 km² și o populație de 2.4 milioane de locuitori. Districtele provinciei sunt Chabahar, Dalgan, Hirmand, Iranshahr, Khash, Konarak, Nikshahr, Saravan, Sarbaz, Soran, Zabol, Zaboli, Zahedan și Zehak.
1. ↑   https://www.amar.org.ir/english/Iran-at-a-glance/Sistan-Baluchestan Lipsește sau este vid: |title= (ajutor)